# Ibiza trance
Ibiza trance är en variant av musikstilen trance, och skapades någon gång under sent 1980-tal, på ön Ibiza. Musikstilen var populär främst under mitten av 1990-talet. Musikstilen är en väldigt mjuk sorts trance med många många element som påminner en om sommaren, som till exempel havsljud, fågelljud och liknande. Numera kallas denna sorts trance även för "balearic trance".

## Exempel på progressiv house-artister
- Roger Shah
- Gouryella
- Alonshore
- ATB